# Pajarejos
Pajarejos település Spanyolországban, Segovia tartományban. Pajarejos Cedillo de la Torre, Bercimuel, Sequera de Fresno, Grajera és Fresno de la Fuente községekkel határos. Lakosainak száma 24 fő (2024).

## Népesség
A település népessége az elmúlt években az alábbi módon változott:
| Lakosok száma | 48   | 39   | 37   | 36   | 23   | 21   | 13   | 25   | 24   | 24   |
|               | 2001 | 2004 | 2007 | 2009 | 2012 | 2014 | 2017 | 2019 | 2022 | 2024 |